# Burg Velgau
Die Burg Velgau ist eine abgegangene Höhenburg bei der österreichischen Marktgemeinde Gratkorn in der Steiermark. Die Geschichte der Burg reicht bis in das 12. Jahrhundert zurück und endet im 14. Jahrhundert.

## Standort
Der genaue Standort der ehemaligen Burg ist nicht mehr lokalisierbar, aber sie befand sich in der Nähe des heutigen Ortes Gratkorn. Robert Baravalle vermutete das sie sich auf der letzten Kuppe eines vom Hausberg nach Südosten streichenden Höhenrückens befand. Diese Kuppe fällt am nordwestlichen Rand des Kirchenortes Sankt Stefan hin steil zu einem in das Murtal mündenden kleinen Tal ab. Peter Cede, ein Kenner der örtlichen Siedlungsgeographie, lokalisierte 1984 den vermeintlichen Standort am Ende des Felbertales, beim Felberbauern. Ingo Mirsch wiederum verortet die Burg anhand einer Reiner Urkunde aus dem Jahr 1346 im Umfeld des heutigen Hofes Hausbergschneider.

## Geschichte
Wann genau die Burg errichtet wurde, ist nicht bekannt, vermutlich aber im 12. Jahrhundert. Eine von Ottokar III im Jahr 1136 für das Stiftes Rein ausgestellte Urkunde nennt einen Rudeger de Velgowe als einen der Zeugen. Die Urkunde, welche belegte, dass Rudegers Familie mit den Lobmingern und den Puxern verwandt und vermutlich gegen Ende des 11. Jahrhunderts aus der Obersteiermark in den Grazer Raum gezogen war, stellte sich als Fälschung heraus. Der Ursprung der Velgauer ist damit unbekannt. Ein Zweig der Familie errichtete etwas später die strategisch günstiger gelegene Burg Lueg auf der Kuppe des Gratkorner Hausberges. Im Jahr 1159 wird ein Rüdiger von Lueg genannt, welcher wahrscheinlich mit Rudeger de Velgowe identisch war. Im Jahr 1164 wird ein Dietrich, um 1165 ein Rudolf, 1179 ein Otto de Velgowe und in den Jahren 1209, 1210 und 1211 wird ein Swikerus de Velgov genannt.
Ein Leutoldus von Velgau wird 1292 als Dienstmann der Grafen von Pfannberg genannt. Die Brüder Ulrich und Leutold von Velgau verzichteten im 25. Oktober 1322 zusammen mit ihrer Mutter Gertrude zu Gunsten des Stiftes Göß auf mehrere Güter zu Velgau. Dieser Verzicht ist die letzte urkundliche Erwähnung des Geschlechts der Velgauer, welche den Ansitz vermutlich aufgrund zu niedriger Einkünfte aus den Besitzungen nicht mehr erhalten konnten und diesen verfallen ließen. Im landesfürstlichen Gesamturbar aus dem Jahr 1265 wurde mit Velegan bereits ein nicht näher umrissenes Gebiet, vermutlich die Gegend des späteren Dorfes Sankt Stefan bezeichnet und auch eine Reiner Urkunde vom 13. August 1271 nennt mit Velgowe ein Gebiet und keinen Ansitz.
Otto, Wolfger und Ull von Lueg übergaben dem Stift Rein am 25. Juli 1346 die Hofstatt „die da leit auf dem puchel pey Velgaw“ als Teil einer Schenkung. Diese Nennung ließ unter anderem Anton Mell vermuten, dass diese Hofstatt sich am ehemaligen Standort der Burg Velgau befand. Der Name Velgau taucht auch noch bis in das 15. Jahrhundert hinein als Gegendname für ein Gebiet bei Sankt Stefan auf. So wird dieses nicht näher beschriebene Gebiet im Jahr 1395 als Velgow, um 1400 als Velgaw sowie um 1450 als Weldgaw genannt.